# Patria (Robert Harris)
Patria (título original: Fatherland) es una novela del escritor y periodista británico Robert Harris, publicada en 1992. Se trata de un thriller ucrónico, ambientado en un 1964 alternativo en el que los nazis derrotaron a la URSS y Gran Bretaña, convirtiéndose en una superpotencia que protagoniza una Guerra Fría con Estados Unidos. En ella pueden verse varios puntos en común con obras como 1984 (George Orwell), El hombre en el castillo (Philip K. Dick) y SS-GB (Len Deighton).
En 1994, la cadena norteamericana de televisión HBO produjo un telefilm protagonizado por Rutger Hauer y Miranda Richardson, que incluye varias alteraciones con respecto al libro. Así mismo, la BBC Radio realizó una versión seriada de la novela.

## Argumento
La historia comienza en abril de 1964, en una Alemania bajo la estructura del Tercer Reich. La trama se centra en Xavier March, un detective de la Kriminalpolizei (una subdivisión de las SS) que investiga la muerte de Josef Bühler, un importante jerarca del régimen nazi en el Havel, en las afueras de Berlín, durante las celebraciones por el 75 cumpleaños del führer Adolf Hitler. Al ir descubriendo más detalles, March se percata que está atrapado en un escándalo político que involucra a altos funcionarios del NSDAP, quienes están siendo, al parecer, sistemáticamente asesinados. De hecho, tan pronto como el cuerpo es identificado, la Gestapo reclama jurisdicción y ordena a la Kripo cerrar la investigación.
March conoce a Charlie Maguire, una periodista estadounidense que trabaja para el The New York Times, que también está decidida a investigar el caso. Ambos viajan a Zúrich para averiguar en un banco privado suizo las cuentas de uno de los oficiales asesinados. En última instancia, los dos descubrirán la horrible verdad detrás de los asesinatos: La Gestapo está eliminando a los restantes funcionarios que planificaron el Holocausto en la Conferencia de Wannsee de 1942. Con este plan, se busca evitar que los crímenes del régimen nazi durante la Segunda Guerra Mundial sean descubiertos, y así salvaguardar una próxima reunión entre Hitler y el presidente estadounidense Joseph P. Kennedy, la cual busca una distensión en la guerra fría germano-estadounidense, y lograr que los Estados Unidos minimicen su apoyo a las guerrillas soviéticas que aun mantienen la resistencia contra Alemania en los Urales, enfrentamiento que daña a la economía germana. Maguire se dirige a una neutral Suiza con las pruebas, esperando poder publicarla en el The New York Times. Sin embargo, March es denunciado por su hijo de diez años y posteriormente detenido por la Gestapo.
En los sótanos del cuartel general de la Gestapo, March es gravemente torturado, pero no revela la ubicación de Maguire. El jefe de la Kripo, Arthur Nebe, finge un rescate con la intención de que al seguirle la pista a March, se logre ubicar a Maguire cuando se reúnan en Waldshut-Tiengen, en la frontera germano-suiza. March se da cuenta de lo que está ocurriendo y se dirige a Auschwitz, llevando a sus persecutores en la dirección equivocada.
La Gestapo alcanza a March en un lugar indeterminado del completamente desmantelado campo de exterminio de Auschwitz. Convencido de que Maguire ha cruzado la frontera hacia Suiza, March busca alguna señal de que el campamento fue el lugar en el que se daba muerte a los judíos. Mientras, los agentes de la Gestapo comienzan a rodearlo. Satisfecho tras encontrar algunos ladrillos enmohecidos (no queda claro si son parte de un muro del campo o incluso de un horno crematorio), saca su Luger y se encamina a una batalla que no puede ganar.

## El mundo dePatria
A lo largo de la novela, Harris explica gradualmente el desarrollo histórico de la sociedad de ese año 1964 alternativo.

### Desarrollo de la Segunda Guerra Mundial
Según la versión de la novela de la historia, los ejércitos alemanes en el Frente Oriental se detienen a las puertas de Moscú a finales de 1941, al igual que en nuestra historia. Derrotados en la batalla, pero no desmoralizados, lanzan una segunda gran ofensiva en el Cáucaso en 1942, cortando el flujo de petróleo y combustible al Ejército Rojo. El primer gran punto de divergencia de la historia es que esta segunda ofensiva, que en la historia real culminó en Stalingrado, tuvo mucho más éxito al no concentrarse en Stalingrado. Con sus ejércitos inmovilizados, la URSS se rinde en 1943.
El segundo gran punto de divergencia es que en la misma época, la Abwehr (en una forma que nunca se explica) se percata de que los británicos lograron romper el código ENIGMA, lo que explica el naufragio de sus submarinos. Con esto, retiran temporalmente sus submarinos del océano Atlántico y envían falsos datos de inteligencia para atraer a la flota británica a su destrucción. Mientras, la campaña de los U-Boot alemanes en contra de las líneas de provisiones de Gran Bretaña logran privar a la isla de provisiones alimentarias. Finalmente, esta se ve forzada a aceptar un humillante armisticio en 1944. Winston Churchill, el rey Jorge VI y otros prominentes oficiales británicos son forzados a exiliarse en Canadá. Por consiguiente, Eduardo VIII es repuesto en el trono para dirigir a un gobierno títere proalemán.
Alemania prueba su primera bomba atómica en 1946, y lanza una nueva generación de misiles "V-3" que estallan por encima de la ciudad de Nueva York, demostrando así la capacidad alemana para atacar a la parte continental de los Estados Unidos con misiles de largo alcance. Tras esta demostración de poder, los estadounidenses firman un tratado de paz con Alemania. Esto se traduce en que el III Reich es una de las dos superpotencias del mundo, junto con los Estados Unidos, los cuales derrotan a Japón, lo que refleja la historia real de la guerra.

### Expansión del Gran Reich alemán

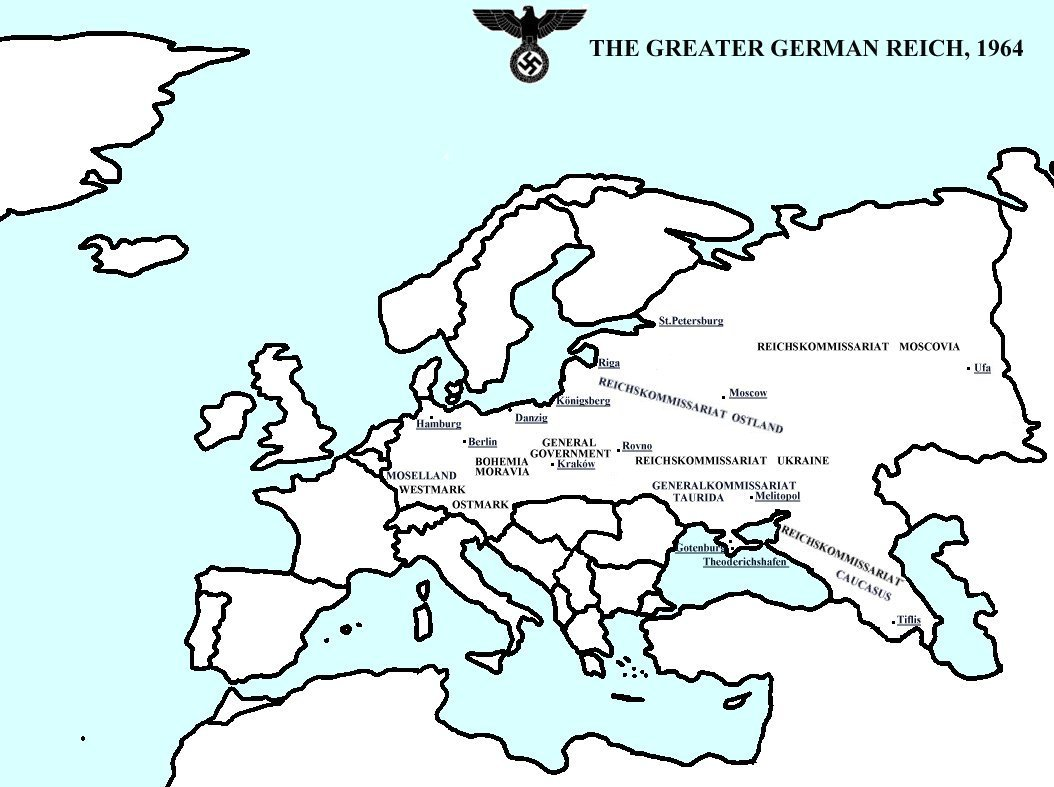
Extensión del ficticio Gran Reich Alemán en 1964.

Las primeras páginas de la novela "Patria" son dos mapas; uno del centro de la ciudad de Berlín y otro que muestra la masiva ampliación del Gran Reich alemán.
Alemania se anexionó todos los territorios perdidos tras el Tratado de Versalles, además de Austria (ahora conocida como "Ostmark"), Eslovenia, Checoslovaquia y Luxemburgo (ahora llamado "Moselland"). Asimismo, han pasado a formar del Reich los territorios conquistados de Polonia, los Países Bálticos, el Cáucaso y toda la Rusia europea, incluida su antigua capital, Moscú. Estos territorios fueron divididos en cinco Reichkommissariats (Comisariados del Reich): "Ostland" (Bielorrusia y los países bálticos), Ucrania, "Muscovy" (de Moscú a los Urales), y el Cáucaso, junto con el "Generalkommissariat Taurida" (sur de Ucrania y Crimea).
Las principales ciudades en expansión del Reich incluyen viejas ciudades alemanas como Hamburgo, Danzig y Berlín, así como también varias de las nuevas urbes anexadas como Moscú, Tiflis, Ufá, San Petersburgo, Cracovia, Rovno, Riga, Melitopol, Gotenburg (Simferópol) y Theodorichshafen (Sebastopol).
Berlín ha sido ampliamente remodelada siguiendo el deseo de Hitler y su arquitecto jefe, Albert Speer, de convertirla en la "capital de capitales" (véase Welthauptstadt Germania). Para 1964 es la ciudad más grande del mundo, con una población de 10 millones de habitantes.
La ciudad cuenta con gigantescos monumentos portaestandartes de la megalomanía nazi; el Gran Salón, que puede albergar a más de 160.000 personas durante las más altas ceremonias nazis; el enorme Arco del Triunfo (49 veces mayor que el de París) tiene inscritos los nombres de los soldados alemanes muertos en las dos guerras mundiales, y abarca la Gran Avenida, un inmenso bulevar forrado con la artillería soviética capturada y coronada con torres de estatuas de águilas imperiales rematadas con la esvástica. El Reichstag y la Puerta de Brandenburgo son empequeñecidos por los vastos y graníticos edificios civiles que dominan el centro de la ciudad; la Gran Plaza, la estación de trenes de Berlín, en expansión, el descomunal palacio donde reside Hitler, la sede de la Wehrmacht, y el parlamento de una impotente Comunidad Europea.

### Sociedad nazi
En la novela, la piedra angular de la ideología nazi sigue siendo la política de culpar a los "subversivos" de los problemas sociales del país. La homosexualidad, el incesto y las relaciones interraciales (sobre todo entre "arios" y eslavos) se han sumado a los judíos y al comunismo, como los nuevos chivos expiatorios para el Gobierno nazi. Con Europa y una parte considerable de Rusia, incluido todo su territorio europeo, bajo control político y militar alemán, a principios de los años 60, el NSDAP comienza a culpar a los Estados Unidos de causar los problemas de Alemania.
Sin embargo, con la reunión diplomática entre Hitler y Kennedy acercándose, aquella propaganda de desprestigio hacia los Estados Unidos se ve forzada a cambiar por una visión más positiva de esta. Para 1964, al Partido Nazi ya no le queda ningún enemigo interno o externo contra quien luchar y en consecuencia, la estructura misma de la sociedad alemana nazificada está empezando a desmoronarse.
A pesar del declive de su ideología y moralidad, Alemania goza de un muy alto nivel de vida, con sus ciudadanos viviendo de la producción de los estados satélites europeos y liberados del trabajo físico por miles de esclavos polacos, checos y ucranianos. Estos prisioneros se encuentran viviendo en condiciones paupérrimas, siendo obligados a desempeñar los trabajos más duros y peligrosos en un régimen que raya la esclavitud. Los judíos europeos supervivientes son tratados de la misma forma en Europa Oriental, a donde fueron deportados. Productos de alta calidad de toda Europa y sus imperios coloniales inundan Alemania, mientras algunas naciones europeas proveen además servicios como la Academia de las SS en la Universidad de Oxford, y diversos centros turísticos alemanes en España, Francia, y Grecia.
La estructura social de la Alemania nazi ha cambiado considerablemente desde la década de 1940. El servicio militar sigue siendo obligatorio, pero los reclutas tienen una opción de servicio. Europa Oriental ha sido colonizada por comunidades alemanas (aunque los movimientos de resistencia de los guerrilleros soviéticos son muy fuertes) y la población alemana se ha disparado como resultado del énfasis nazi en el crecimiento de la natalidad. Algunas ciudades soviéticas como Moscú, Tiflis y Sebastopol (ahora llamada Theodorichshafen) y otras de nueva fundación dependen directamente de Berlín y están habitadas casi exclusivamente por colonos alemanes.
Las SS son la fuerza policial del país, y los campos de concentración se encuentran todavía en funcionamiento para los disidentes políticos, aunque en ocasiones, están sujetos a inspecciones de la Cruz Roja Internacional.
No obstante, de acuerdo con los principales personajes, la sociedad alemana de principios de los años 60 está volviéndose más y más rebelde. Las protestas estudiantiles, en particular contra la guerra en los Urales, la influencia cultural americana y británica (incluyendo el aumento de la popularidad de los Beatles, denunciada en la prensa oficial alemana), y un pacifismo en crecimiento, son todas encontradas dentro de la sociedad alemana. La música jazz sigue siendo popular y Alemania afirma que ha llegado con una versión que está libre de la "influencia negra". Alemania parece estar bajo constante ataque por parte de grupos armados, con funcionarios del gobierno y personalidades civiles asesinados en atentados. La religión es todavía oficialmente desalentada por el Estado, y la afiliación a las Juventudes Hitlerianas es obligatoria para todos los niños desde los diez años, como ocurría hasta 1945 en la realidad. Las universidades, al igual que en la época de la República de Weimar, son los centros de la disidencia, y el movimiento Rosa Blanca de Sophie Scholl, una vez más, está activo. Los nazis continúan con sus políticas para que las mujeres permanezcan en el hogar y críen a sus hijos. Organizaciones nazis como "Kraft durch Freude" todavía existen y cumplen con sus funciones originales. Una extensa red de transporte abarca todo el Reich, incluyendo al gran Autobahnen y al transporte ferroviario, que lleva inmensos trenes.

### Europa

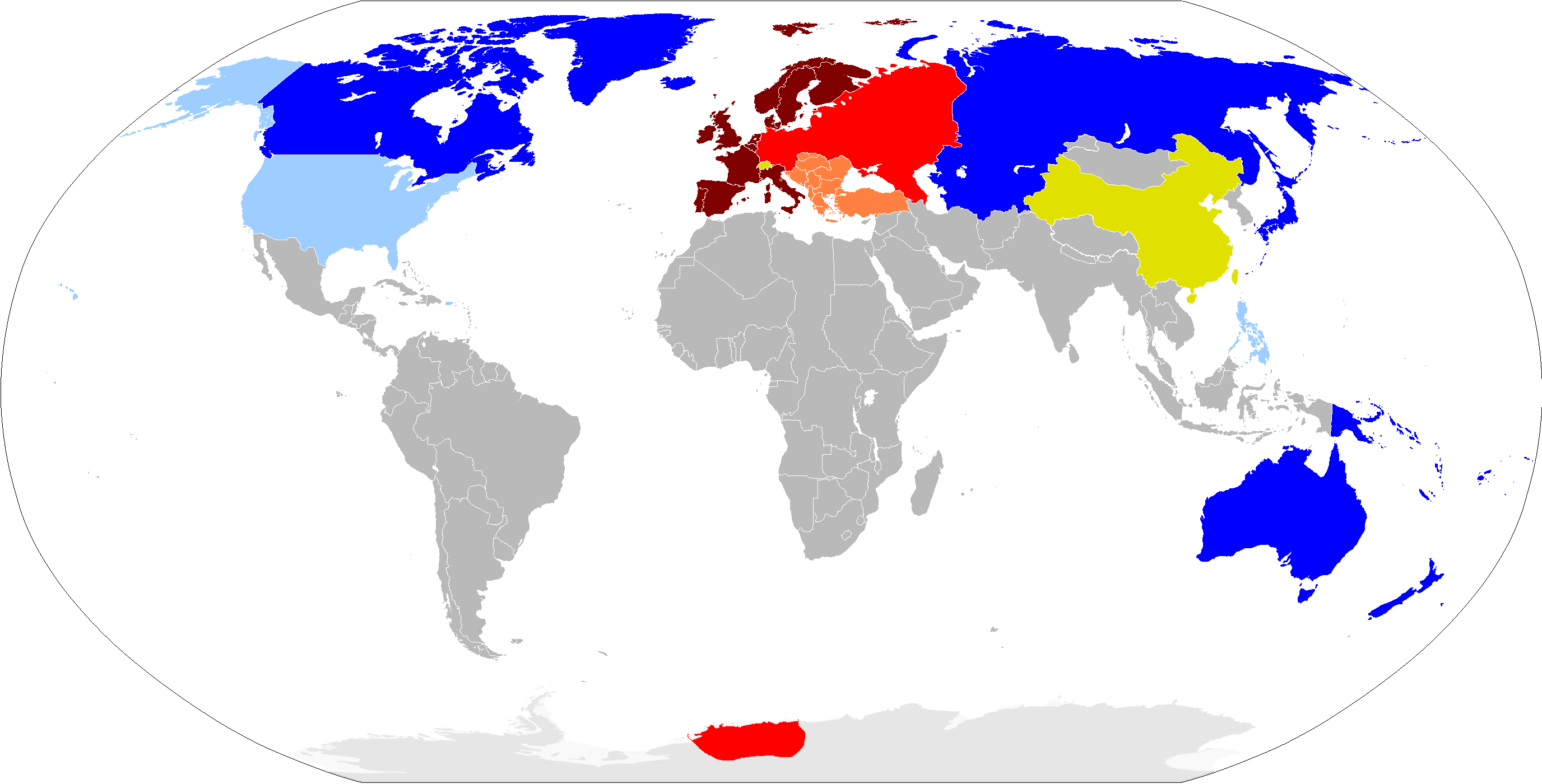
Mapamundi político aproximado en el año 1964, en el cual transcurre la novela.

Los países del oeste y sur de Europa no sufren la ocupación alemana, pero tienen gobiernos tutelados por éstos; algunos abiertamente dictatoriales y otros ligeramente democráticos.
Tras la guerra, el resto de Europa Occidental, con excepción de Suiza, fue aglutinada por Alemania en una "Comunidad Europea", formada a partir de doce naciones: Noruega, Suecia (que aun a pesar de su política neutral, se entregó a los designios alemanes), Finlandia (que ha absorbido la Carelia rusa), Dinamarca, Reino Unido, Irlanda (en situación idéntica a Suecia), Francia (bajo el mando de Pierre Laval), España (que, como en la historia real, continúo dirigida por Francisco Franco), Portugal , Bélgica, Países Bajos e Italia (no se especifica si aun bajo control de Benito Mussolini). Otros países de esta Europa son Croacia, Grecia, Rumanía (que se ha anexionado la Besarabia otrora bajo control soviético), una expandida Hungría (que ha absorbido la Transilvania de la vecina Rumanía, así como el estado títere de Eslovaquia y posiblemente, todavía liderada por los fascistas Partido de la Cruz Flechada), Bulgaria (que parece haber adquirido Macedonia y la Tracia griega), Albania, Serbia, Islandia y Turquía.
Un prácticamente impotente Parlamento Europeo tiene su sede en Berlín. En el edificio del Parlamento Europeo, las banderas de los Estados miembro son empequeñecidas por una enorme bandera con la esvástica, del doble de tamaño que las otras banderas. Las naciones de la Comunidad Europea en Patria, a pesar de ser nominalmente libre en virtud de sus propios gobiernos y líderes (como el general Franco y el rey Eduardo VIII), son estrechamente vigiladas por Alemania. Las fuerzas militares de las naciones europeas "libres" son apenas suficientes para hacer de policías de su propio territorio y sus colonias. Las naciones europeas se encuentran bajo constante vigilancia por parte de Berlín y están subordinadas a Alemania en nombre de todos. 
Suiza no ha sido anexada por el Reich y tampoco es un miembro de la Comunidad Europea. En el momento en que el Reich había vuelto sus ojos a ella, el estancamiento de la guerra fría convirtió a Suiza en un conveniente lugar neutral para los agentes de inteligencia norteamericanos y alemanes para espiar al otro. En consecuencia, Suiza es el último país totalmente libre en Europa.
Como parte del armisticio británico, Alemania repuso a Eduardo VIII en el trono británico, mientras que Isabel II del Reino Unido y Winston Churchill se exiliaron en Canadá. Isabel sigue reclamando el trono, así que el Imperio Británico se ha dividido en dos: Canadá, Australia y Nueva Zelanda reconocen a Isabel II como monarca legítima y Winston Churchill como su primer ministro y son estrechos colaboradores de los Estados Unidos en su oposición a Alemania, mientras que Eduardo VIII gobierna en Gran Bretaña y su parte del imperio colonial (principalmente las colonias de África y Asia) con puño de hierro. Este es, asimismo, el valedor de los intereses de Hitler en ultramar, poco interesado a su vez en tierras extraeuropeas.

### Resto del mundo
La novela también hace muchas referencias al mundo fuera de Europa. Los Estados Unidos están encerrados en una guerra fría con el Gran Reich alemán. Desde el fin de la Segunda Guerra Mundial en 1946, ambos países han estado corriendo el uno contra con el otro por desarrollar sofisticadas tecnologías militares, nucleares y espaciales, de forma similar a la carrera armamentística, espacial y tecnológica llevada a cabo en la historia real entre norteamericanos y soviéticos.
La URSS sigue existiendo, aunque fuertemente debilitada y reducida, aún controlando Siberia y Asia Central. Su actual capital se encuentra en la ciudad de Omsk y todavía mantiene una eterna guerra de guerrillas con Alemania en los montes Urales, gracias a las armas y fondos que le son suministrados por los Estados Unidos. A pesar de que la propaganda alemana minimiza la guerra en el este, el número de muertos en el Frente Oriental es grave (una especie de Vietnam nazi); por lo menos 100.000 desde 1960, (según la novela) cuyos cadáveres tienen que ser repatriados a Alemania con nocturnidad.
En la novela, no queda claro si el Holocausto se limitó a la Europa ocupada por los nazis o si se extendió al resto del mundo, en particular a Palestina. En la obra, el Holocausto judío nunca fue revelado, sin embargo, la propaganda del Tercer Reich ha sacado a la luz varias de las atrocidades de Stalin, como la Gran Purga, y la hambruna artificial en Ucrania, el Holodomor (conocido por todos como "Holocausto de Stalin"), lo cual ha debilitado fuertemente a la URSS en el plano internacional.
China es un estado independiente y débil. La referencia al gobierno de ese país es que está gobernada por un gobierno de mano dura (posiblemente comunista) y las relaciones sino-germanas no parecen particularmente fuertes. 
Japón fue derrotado por los norteamericanos, luego de que este país detonara dos bombas atómicas sobre su territorio, por lo que perdió su imperio en Asia. Pese a ello, Japón se recuperó rápidamente de su derrota y Tokio pasó a ser el anfitrión de los Juegos Olímpicos de 1964. Se dice que los Estados Unidos no han participado en los Juegos Olímpicos desde 1936, pero se espera que en 1964 si lo hagan. Corea no es referida en la novela, desconociéndose si fue dividida como en la historia real.
África y el resto de Asia siguen estando controlados por los antiguos imperios coloniales europeos. Sudamérica no es referida en la novela, pero se entiende que está en el área de influencia norteamericana.
La novela no hace referencias a la Sociedad de Naciones o a una posible existencia de la ONU. La Cruz Roja Internacional existe también en el mundo de Patria, la cual realiza inspecciones periódicas a los campos de concentración que se encuentran por todo el Reich.
Varias referencias en el libro indican que Alemania vive en una constante paranoia por una guerra nuclear. Los nuevos edificios alemanes son construidos con un obligatorio refugio antiatómico. A pesar del catastrófico número de muertes en el Frente Oriental, la Wehrmacht tiene miedo a utilizar armas nucleares, ya que podría provocar un ataque estadounidense sobre el Reich como represalia. No se explica si Alemania y los Estados Unidos son las únicas potencias nucleares en el mundo de Patria, pero parece ser que sí.

### Tecnología
El nivel tecnológico en Patria es igual a la década real de 1960, aunque en algunos aspectos, está más avanzado. El ejército hace uso de aviones a reacción, submarinos nucleares y portaaviones, mientras que la tecnología civil también ha avanzado considerablemente. Aviones supersónicos, televisores, automóviles modernos, e incluso máquinas fotocopiadoras se utilizan en esta Alemania alternativa. 
La novela hace referencia a los programas espaciales de los Estados Unidos y el III Reich, tanto que al parecer, poseen sofisticados instrumentos de tecnología espacial. A juzgar por una referencia hecha por Maguire, tanto los Estados Unidos como el III Reich pusieron en marcha los primeros satélites artificiales en órbita poco después de la guerra, desde White Sands y Peenemünde, respectivamente. La medida de la tecnología espacial y la exploración del espacio en la novela Patria es desconocida.

## Adaptación para televisión
En 1994 la cadena de televisión HBO produjo el telefilm Fatherland basado en la novela y protagonizado por Rutger Hauer, como el Mayor de las SS Xavier March, y Miranda Richardson, como la periodista Charlie McGuire. 

### Diferencias con la novela
El filme indica explícitamente que la línea de tiempo histórica diverge con la derrota alemana al producirse la invasión del Día D, en junio de 1944. La invasión –según la película- fue un enorme fracaso. De allí, Eisenhower tuvo un retiro humillante y las pérdida de vidas fue tan grande que el público le dio la espalda a la guerra en Europa y se centró en Japón, lo que permitió reagrupar a Alemania y lograr que esta derrotase al Reino Unido. En el contexto de la película, las fronteras orientales de Germania se extienden a lo largo de la línea del frente alrededor de 1944, antes de la Operación Bagration, el cómo detienen los nazis al Ejército Rojo en esa línea no se explica en la película. También afirma que en 1964, Stalin –ya anciano- sigue vivo y que lidera las fuerzas rusas contra Alemania que ha acorralado a todos los países europeos en un solo gran estado llamado "Germania", que continua luchando contra la URSS hasta bien entrada la década de 1960. El 1960 la elección del presidente de EE. UU. Joseph P. Kennedy da a los líderes nazis la oportunidad de lograr un mejor entendimiento con Washington a la luz de su apoyo clandestino de los soviéticos. 
Con ocasión del 75 cumpleaños de Adolf Hitler, el 20 de abril de 1964, se realizará una reunión cumbre con el presidente Kennedy en Berlín abriendo Germania para tal efecto, sus fronteras a los medios de EE. UU.. Sin embargo, algunas sospechas y rumores surgen acerca del supuesto "reasentamiento" judío en el este durante la guerra. Un cuerpo se encontró flotando en un lago, cerca de Berlín. El Mayor de las SS Xavier March comienza la investigación del caso e interroga al testigo que vio a los que arrojaron el cadáver. La persona muerta se revela como Josef Bühler, un alto funcionario del Partido Nazi retirado que dirigió el reasentamiento. Sin embargo, la Gestapo se hace cargo del caso por razones de "seguridad del Estado". Poco después, la muerte del único testigo en un "accidente de gimnasia", da a entender que fue llevada a cabo por la Gestapo.
Mientras tanto, Charlie McGuire, una periodista miembro de la comitiva de EE. UU., se encuentra con un anciano el que le entrega un sobre con una antigua fotografía con una dirección en el reverso que la lleva a Wilhelm Stuckhart, pero ella lo encuentra muerto en su apartamento. March es asignado al caso Stuckhart, pero cuando se reunía con a McGuire donde fue encontrado el cadáver de Stuckhart, la Gestapo se presenta y March es de nuevo retirado del caso. En seguimiento de la foto, McGuire y March visitan Wannsee para conocer los nombres de los que asistieron a la Conferencia de Wannsee y descubren que todos están muertos excepto por Franz Luther, el hombre que le dio el sobre original. Xavier March le dice a McGuire que tiene que salir inmediatamente del país porque ha notado que se trata de un complot del más alto nivel. Luego, Luther sorpresivamente se sienta al lado de McGuire dentro de un tren y le pide un salvoconducto a los EE. UU. para que pueda revelar lo que conoce sobre el reasentamiento judío pero tropas de la SS que venían siguiendo a Luther lo interceptan en la estación Humboldthain y lo asesinan, mientras que Xavier más tarde chantajea a un colega para obtener el archivo policial de Luther.
Haciéndose pasar por una funcionaria de la embajada de EE. UU., McGuire visita a la amante de Luther, la exactriz de teatro Anna von Hagen, y obtiene de ella todos los papeles y fotografías que prueban que los judíos fueron asesinados. Luego, Xavier March queda muy sorprendido al ver los archivos y planea escapar de Germania con su hijo y con Charlie. Pero cuando estaba en su vivienda preparando su huida, sorpresivamente se presenta el jefe de la Gestapo, general Globus con sus agentes, quienes habían sido alertados por el propio hijo de Xavier. March al salir de su casa mata a uno de los agentes que le había disparado previamente y huye manejando una bicicleta, deteniéndose luego en una cabina telefónica para llamar a su hijo, donde muere a causa de su herida de bala. 
Kennedy finalmente llega a la reunión con Hitler y entonces un miembro de la comitiva de prensa americana ayuda a McGuire y logra entregar el sobre con las pruebas al presidente a través del embajador de EE. UU. en Germania. Kennedy sin llegar a bajar de su auto estudiar la documentación y luego al conocer su contenido decide volar de regreso a los EE. UU. inmediatamente.
En el epílogo, se revela que el narrador es en realidad el hijo ahora adulto de Xavier March. Él dice que Charlie McGuire a pesar de tener lista su huida decidió quedarse y fue finalmente arrestada por la Gestapo. La revelación de la masacre en masa de los judíos descarriló cualquier perspectiva de una alianza estratégica con los EE. UU., lo que resultó en el posterior colapso del régimen nazi.

## Adaptación radial
También se hizo una serie en la BBC radio, protagonizada por Anton Lesser como March y Angeline Ball como Charlie Maguire. Dramatizada, producida y dirigida por John Dryden, la primera emisión fue el 9 de julio de 1997.